# Martha Wells

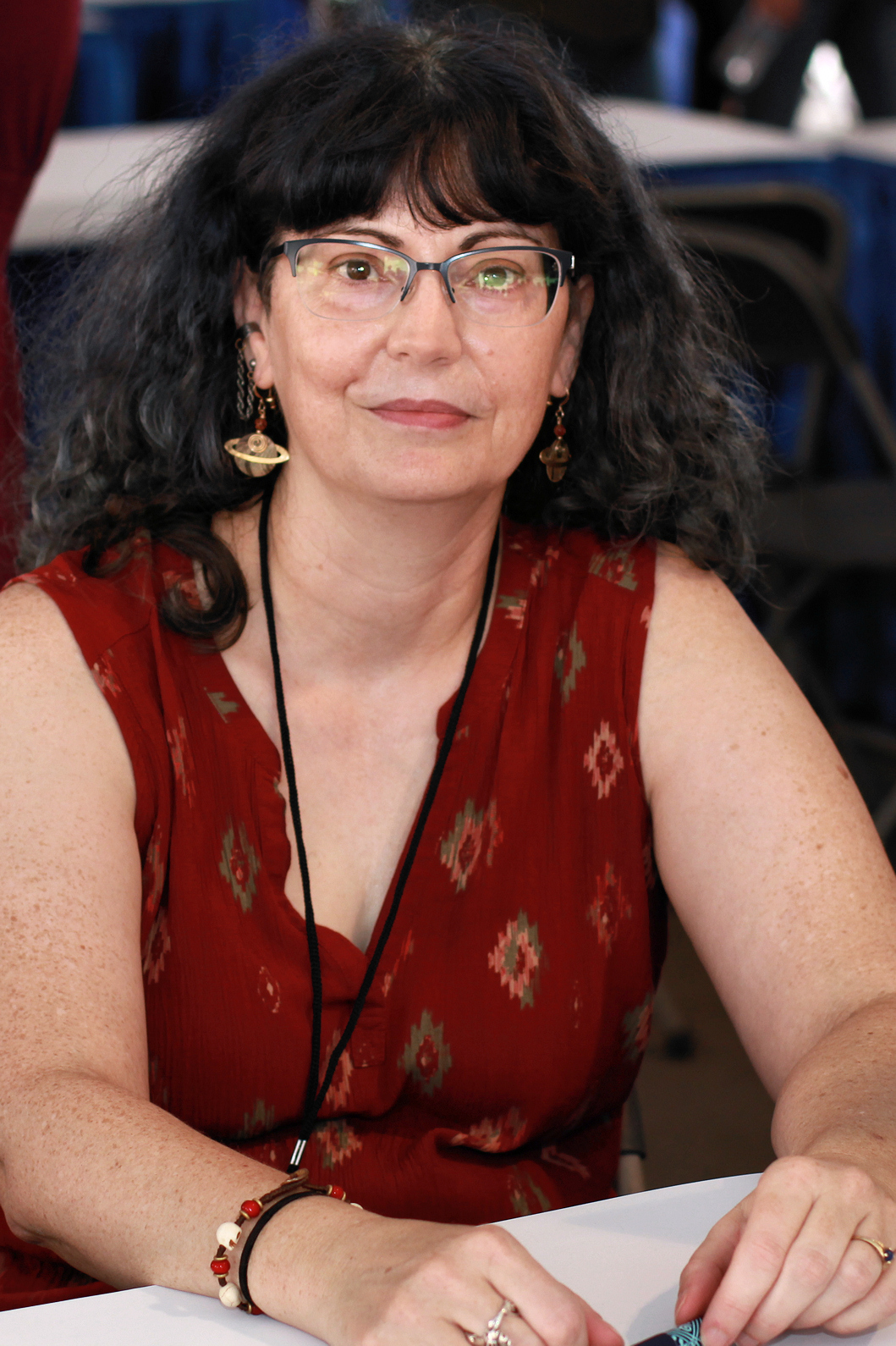
Martha Wells (2018)

Martha Wells (* 1. September 1964 in Fort Worth, Texas) ist eine amerikanische Fantasy- und Science-Fiction-Schriftstellerin. Sie hat Fantasy-Romane, Jugendliteratur, Film- und TV-Tie-ins, Kurzgeschichten und Essays über Fantasy und Science-Fiction veröffentlicht. Ihre Romane wurden in zwölf Sprachen übersetzt.

## Leben
Martha Wells wurde 1964 in Fort Worth (Texas) geboren und hat einen B.A. in Anthropologie von der Texas A&M University inne. Sie lebt zusammen mit ihrem Mann in College Station, Texas.
Im Mai 2023 wurde bei Martha Wells Brustkrebs diagnostiziert.

## Karriere
Wells war in ihrer Studentenzeit im SF/F Fandom engagiert, unter anderem als Vorsitzende von AggieCon 17. Sie nahm an zahlreichen lokalen Schreibwerkstätten (writing workshops) und Conventions teil, etwa dem Turkey City Writer's Workshop von Bruce Sterling. Später war sie selbst Dozentin bei Schreibwerkstätten wie ArmadilloCon, WorldCon, ApolloCon und Writespace Houston, und war Special Workshop Guest auf der FenCon 2018.
Als Toastmaster der World Fantasy Convention 2017 sprach sie unter dem Titel „Unbury the Future“ (dt.: „Die Zukunft ans Licht bringen“) über an den Rand gedrängte Kreative in der Geschichte von Science Fiction und Fantasy, Film und anderen Medien, sowie die bewusste Unterdrückung der Existenz dieser Kreativen.
Wells war Hauptautorin und Leiterin des Autorenteams der 2018 erschienenen Dominaria-Erweiterung des Kartenspiels Magic: the Gathering.

## Werk
Die Werke von Wells sind für ihre komplexen und realistisch detaillierten Gesellschaften bekannt; dies wird oft auf ihren akademischen Hintergrund in der Anthropologie zurückgeführt. Ihr erster Roman The Element of Fire (1993) war Finalist des Compton Crook Award und des William Crawford Award. City of Bones (1995), ihr zweiter Roman, wurde von Publishers Weekly und Kirkus Reviews sehr positiv besprochen und in die Empfehlungsliste des Locus-Magazins aufgenommen. Ihr dritter Roman The Death of the Necromancer (1998) war für den Nebula Award nominiert.
The Element of Fire und The Death of the Necromancer spielen als eigenständige Romane im Land Ile-Rien, das auch Schauplatz der Fall of Ile-Rien Trilogy ist, die aus den Romanen The Wizard Hunters (2003), The Ships of Air (2004) und The Gate of Gods (2005) besteht. Eine überarbeitete Version von The Element of Fire wurde 2006 veröffentlicht.
Ihre Kurzgeschichte „The Potter's Daughter“, die sich um einen der Hauptcharaktere von The Element of Fire dreht, erschien zuerst in der Anthologie Elemental (2006) und dann in The Year's Best Fantasy #7 (2007). Drei Kurzgeschichten, die vor Fall of Ile-Rien spielen, erschienen im Black Gate Magazine in den Jahren 2007 und 2008.
Ihre Fantasy-Serie The Books of the Raksura besteht aus fünf Romanen und zwei Kurzgeschichtensammlungen. Sie war 2018 für den Hugo Award for Best Series nominiert. Der Roman The Edge of Worlds aus dieser Serie wurde in der The New York Times besprochen.
Wells schrieb auch zwei Fantasy-Romane für Jugendliche, Emilie and the Hollow World und Emilie and the Sky World.
Sie schrieb auch Medien-Tie-ins, wie Reliquary und Entanglement im Stargate Atlantis Universum, „Archaeology 101“, eine auf Stargate SG-1 basierende Kurzgeschichte, sowie einen Star Wars Roman, Empire and Rebellion: Razor's Edge.
Ihr Roman Network Effect aus der Reihe The Murderbot Diaries erhielt 2021 den Hugo Award für den besten Roman.

## Auszeichnungen und Nominierungen
- 1994 Crawford Award Nominierung für The Element of Fire
- 1994 Compton Crook Award Nominierung für The Element of Fire
- 1994 Locus Award Recommended List für The Element of Fire
- 1995 Locus Award Recommended List für City of Bones
- 1998 Nebula Award Nominierung für The Death of the Necromancer[25]
- 2002 Prix Imaginales Nominierung für die französische Ausgabe von The Death of the Necromancer
- 2003 Prix Imaginales Nominierung für die französische Ausgabe von The Element of Fire
- 2017 Nebula Award in der Kategorie Best Novella für The Murderbot Diaries: All Systems Red[26]
- 2018 Locus Award in der Kategorie Best Novella für The Murderbot Diaries: All Systems Red[27]
- 2018 Romantic Times Reviewers' Choice Award Nominierung in der Kategorie Best SF Novel für The Murderbot Diaries: All Systems Red
- 2018 Philip K. Dick Award Nominierung für The Murderbot Diaries: All Systems Red[28]
- 2018 ALA/YALSA Alex Awards für The Murderbot Diaries: All Systems Red[29]
- 2018 Nebula Award in der Kategorie Best Novella für The Murderbot Diaries: All Systems Red[30]
- 2018 Hugo Award in der Kategorie Best Novella für The Murderbot Diaries: All Systems Red[31]
- 2018 Hugo Award Nominierung in der Kategorie Best Series für The Books of the Raksura[32]
- 2019 Hugo Award in der Kategorie Best Novella für Auf Paranoia programmiert
- 2019 Locus Award in der Kategorie Best Novella für Auf Paranoia programmiert
- 2020 Prix Julia-Verlanger für die Serie Tagebuch eines Killerbots
- 2021 Hugo Award in der Kategorie Best Novel für Der Netzwerkeffekt
- 2021 Hugo Award in der Kategorie Serie für Tagebuch eines Killerbots
- 2022 Locus Award in der Kategorie Best Novella Fugitive Telemetry

## Werke

### Eigenständige Fantasy-Romane
- City of Bones (1995, ISBN 0-312-85686-5)
- Wheel of the Infinite (2000, ISBN 0-380-97335-9)
- Witch King (2023, ISBN 978-1-250-82679-4)

### Ile-Rien
Die Titel sind hier nicht nach dem Erscheinungsjahr, sondern in der Reihenfolge der beschriebenen Ereignisse aufgeführt.
- „The Potter's Daughter“ (2006, in Elemental: the Tsunami Relief Anthology ISBN 0-7653-1562-9, The Year's Best Fantasy #7 ISBN 978-1-892391-50-6)
- The Element of Fire (1993, ISBN 0-312-85374-2; überarbeitete Ausgabe 2006, ISBN 0-615-13571-4)
- „Night at the Opera“ (2015, in der Sammlung Between Worlds: the Collected Cineth and Ile-Rien Stories und in PodCastle Episode 400)
- The Death of the Necromancer (1998, ISBN 0-380-97334-0). Deutsch: Necromancer (2008, ISBN 978-3-453-52412-5)
- Trilogie Fall of Ile-Rien:
  - The Wizard Hunters (2003, ISBN 0-380-97788-5)
  - The Ships of Air (2004, ISBN 0-380-97789-3)
  - The Gate of Gods (2005, ISBN 0-380-97790-7)

### Books of the Raksura
- The Cloud Roads (2011, ISBN 978-1-59780-216-1)
- The Serpent Sea (2012, ISBN 978-1-59780-332-8)
- The Siren Depths (2012, ISBN 978-1-59780-440-0)
- Stories of the Raksura Vol 1: The Falling World & The Tale of Indigo and Cloud  (2014, ISBN 978-1-59780-535-3)
- Stories of the Raksura Vol 2: The Dead City & The Dark Earth Below (2015, ISBN 978-1-59780-537-7)
- The Edge of Worlds (2016, ISBN 978-1-59780-843-9)
- The Harbors of the Sun (2017, ISBN 978-1-59780-891-0)

Kurzgeschichten
- The Forest Boy (2009) – Prequel zu The Cloud Roads. In der Sammlung Stories of the Raksura Vol 1
- The Almost Last Voyage of the Wind-ship Escarpment (2011) – in der gleichen Welt. In der Sammlung Stories of the Raksura Vol 2
- Adaptation (2012) – Prequel zu The Cloud Roads. In der Sammlung Stories of the Raksura Vol 1
- Mimesis (2013) – in der Anthologie The Other Half of the Sky (2013, ISBN 978-1-936460-44-1)
- Trading Lesson (2013) – in der Sammlung Stories of the Raksura Vol 1
- Birthright (2017) – in der Anthologie Mech: Age of Steel (2013, ISBN 978-1-941987-85-8)

### Emilie
Fantasy für jugendliche Leser.
- Emilie and the Hollow World (2013, ISBN 978-1-908844-49-1)
- Emilie and the Sky World (2014, ISBN 978-1-908844-52-1)

### Star Wars
- Empire and Rebellion: Razor's Edge  (2013, ISBN 978-0-345-54524-4). Deutsch: Imperium und Rebellen 1: Auf Messers Schneide (2015, ISBN 978-3-442-26403-2)

### Stargateuniverse
- Reliquary (2006 Stargate Atlantis Roman, ISBN 0-9547343-7-8)
- Entanglement (2007 Stargate Atlantis Roman, ISBN 1-905586-03-5)
- „Archaeology 101“ (2006 Stargate SG-1 Kurzgeschichte, Stargate Magazine)

### Tagebuch eines Killerbots (Originaltitel: The Murderbot Diaries)
Mit dem Hugo Award ausgezeichnete Science-Fiction-Serie von Romanen, Novellen und Kurzgeschichten:
- Systemausfall (Originaltitel: All Systems Red, 2017 Tor.com Novelle, ISBN 978-0-7653-9753-9)[33][34]
- Auf Paranoia programmiert (Originaltitel: Artificial Condition, 2018 Tor.com Novelle, ISBN 978-1-250-18692-8)
- Exit-Szenario (Originaltitel: Rogue Protocol, 2018 Tor.com Novelle, ISBN 978-1-250-19178-6)
- Schneller Abgang (Originaltitel: Exit Strategy, 2018 Tor.com Novelle, ISBN 978-1-250-19185-4)
- Der Netzwerkeffekt (Originaltitel: Network Effect, 2020 Tor.com Roman, ISBN 978-1-250-22986-1)
- Übertragungsfehler (Originaltitel: Fugitive Telemetry, 2021 Tor.com Novelle, ISBN 978-1-250-76537-6)
- Systemkollaps (Originaltitel: System Collapse, 2023 Tor.com Roman, ISBN 978-1-250-82697-8)

### Andere Kurzgeschichten
- „Thorns“ (1995, Realms of Fantasy)
- „Bad Medicine“ (1997, Realms of Fantasy)
- „Wolf Night“ (2006, Lone Star Stories[35])
- „Reflections“ (2007, Black Gate Magazine)
- „Holy Places“ (2007, Black Gate Magazine)
- „Houses of the Dead“ (2008, Black Gate Magazine)
- „Revenants“ (2012, in der Anthologie Tales of the Emerald Serpent)
- „Soul of Fire“ (2014, in der Anthologie Tales of the Emerald Serpent II: A Knight in the Silk Purse)
- „The Dark Gates“ (2015, in der Anthologie The Gods of Lovecraft)

### Sachbücher
- „Don't Make Me Tongue You: John Crichton and D'Argo and the Dysfunctional Buddy Relationship“ (2005, Farscape Forever, ISBN 1-932100-61-X)
- „Neville Longbottom: the Hero With a Thousand Faces“ (2006, Mapping the World of Harry Potter, ISBN 1-932100-59-8)
- „Donna Noble Saves the Universe“ (2012, Chicks Unravel Time: Women Journey Through Every Season of Doctor Who, ISBN 978-1-935234-12-8)
- „A Life Less Ordinary: The Environment, Magic Systems, and Non-Humans“ (2014, A Kobold Guide to Magic, ISBN 978-1-936781-28-7)

## Verfilmungen
Paul Weitz and Chris Weitz verfilmten für Apple TV+ die Novelle Systemausfall aus der Reihe Tagebuch eines Killerbots als zehnteilige Fernsehserie unter dem Titel Murderbot. Die ersten beiden Episoden sind seit dem 16. Mai 2025 als Video-on-Demand verfügbar; die weiteren Folgen wurden bis zum 11. Juli 2025 in wöchentliche Abstand veröffentlicht. Alexander Skarsgård übernimmt darin die Rolle der SecUnit.
Am 10. Juli 2025, noch vor der Ausstrahlung der letzten Episode der ersten Staffel, wurde eine zweite Staffel der Serie angekündigt.